# Clandestins (film, 1997)
Pour plus de détails, voir Fiche technique et Distribution.
Clandestins est un film suisso-québécois réalisé par Denis Chouinard et Nicolas Wadimoff sorti en 1997.

## Fiche technique
- Réalisation : Denis Chouinard et Nicolas Wadimoff
- Production : Chantal Bernheim et Jean-Roch Marcotte
- Scénario : Denis Chouinard et Nicolas Wadimoff
- Photographie : Sylvain Brault
- Montage : Christian Marcotte
- Musique : Bill Laswell
- Direction artistique : Ivan Niclass

## Distribution
- Miroslaw Baka : Capitaine Kerinski
- Ovidiu Balan : Sandu
- Mauro Bellucci : le passeur
- Harry Koeshario : le mécanicien
- Anton Kouznetsov : Roman
- Moussa Maaskri : Walid
- Simona Maicanescu : Dora
- Jean-Luc Orofino : John
- Rudys Pansaitan : deuxième mécanicien
- François Papineau : lieutenant Kolia
- Dario Puglia : marin
- Hanane Rahman : Halima
- Cristelle Sabas : Svetlana
- Walter Verhoeven : gardien du port
- Frank Vermeeren : inspecteur de Liverpool

## Distinctions

### Récompenses
- 1997 : Prix Don Quichotte : Festival international du film de Locarno
- 1997 : Bayard d'or : Festival de Namur
- 1997 : Prix du public : Festival de Namur
- 1998 : Mention spéciale : Festival de Paris